# Alejandro Rubio Dalmati
Alejandro Rubio Dalmati (Chillán, Chile, 21 de abril de 1913 - Logroño, España, 16 de mayo de 2009), escultor y pintor chileno y español.

## Biografía

### Infancia y adolescencia
Nació en la ciudad Chillán, Chile, y sus padres fueron Juan Rubio, de origen español, y María Dalmati, chilena de origen italiano, ambos asociados a una empresa de confección de muebles de la zona de Ñuble que resultó destruida tras el Terremoto de Chillán de 1939.
Entre los cinco y seis años se radica en España con sus padres. En un principio estudia contabilidad, sin embargo, más tarde se decide por las artes, estudiando en establecimientos educacionales de Logroño, Barcelona y Madrid, es en esta última ciudad donde logra la nacionalidad española gracias a las gestiones de la entonces cónsul, Gabriela Mistral.
En 1936 estalla la guerra civil española y Alejandro es acusado de republicano, es encarcelado en la Prisión Provincial de Logroño, junto con otras trece personas más a quienes retrata antes de que sean fusiladas. Solo el artista se salva de ser asesinado por la intervención de un sacerdote jesuita y su nacionalidad chilena.

### Retorno a Chile
Antes de salir de España, se encarga de entregar los retratos de sus compañeros de celda asesinados a los familiares respectivos a través de migajas de pan. Tras el sismo de 1939 ayuda en la creación de obras en la Catedral de la Santísima Concepción, Catedral de Chillán, Catedral de San Agustín de Talca y Catedral de Valparaíso.
Durante su estadía en Chile, las muestras de su trabajo se exhiben en el Museo de la Solidaridad Salvador Allende, la Facultad de Medicina de la Universidad de Concepción y el Teatro Egaña.

### Cónsul en España
En la década de 1960, Alejandro regresa a Logroño en calidad de cónsul, a partir de entonces realizaría una serie de pinturas junto a su sobrino Alejandro Narvaiza Rubio. El alcalde Julio Pernas Heredia le ofrece realizar una escultura que homenajeara a Francisco Franco, a lo cual el escultor responde "Yo no hago esculturas a políticos", el edil le pregunta entonces a quién le haría una escultura, "A un trabajador, a un obrero, a un labrador" sentenció Dalmati, siendo de esta manera que en 1967 es inaugurada su obra "Monumento al Labrador" entre las avenidas Jorge Vigón y calle Villamediana de Logroño.
En 1979 realiza un monumento en el Cementerio Civil de La Barranca, cerca de Lardero, en recuerdo a las víctimas durante la guerra civil española, cumpliendo así lo mencionado por sus compañeros de celda en 1936

"En la cárcel, cuando yo hacía aquellos dibujos, los compañeros decían - Rubio Dalmati nos hará un monumento cuando nos maten-... Al volver de Chile yo me acordaba de aquello. Y entonces me proponen hacerlo. Yo insistí en que no fuera algo de un partido sino de todos. Y se pagaron los gastos, pero yo no cobré mi trabajo"
Alejandro Rubio Dalmati, 1979

En 2000 recibe el Premio Bellas Artes Riojanas y en 2003 realiza la obra "Los Marchosos" en Logroño, junto con su sobrino Alejandro Narvaiza Rubio.